# Cattle Decapitation
Cattle Decapitation (с англ. — «Обезглавливание скота») — американская дэтграйнд-группа из Сан-Диего, образованная в 1996 году. В текущий состав группы входят вокалист Трэвис Райан, гитаристы Джош Элмор и Белисарио Димуцио, басист Оливье Пинар и барабанщик Дэвид МакГроу. Cattle Decapitation выпустили девять студийных альбомов, последний из которых, Terrasite, вышел 12 мая 2023 года.

## История
С самого своего основания в 1996 году, Cattle Decapitation начали писать песни, протестующие против жестокого обращения с животными и их потребления, загрязнения окружающей среды и затрагивающие такие темы, как мизантропия и геноцид человечества. Большая часть музыки группы основана на том, чтобы помещать людей в ситуации, которым подвергаются животные, например, испытания на животных, убой и т. д. Хотя группа начинала с полностью «вегетарианского» состава, только два нынешних участника являются вегетарианцами, а именно Трэвис Райан и Джош Элмор.
Альбом 2002 года To Serve Man вызвал скандалы в Германии, где дистрибьюторская компания SPV отказалась распространять альбом из-за его обложки. Обложка альбома 2004 года Humanure с изображением коровы, выделяющей человеческие останки, по сообщениям, была подвергнута цензуре без разрешения лейбла в некоторых магазинах. Владельцы музыкальных магазинов не выставляли альбом на витрины, что затрудняло его поиск и покупку покупателями.
Бывший барабанщик и гитарист Гейб Сербиан является участником группы The Locust. Писатель и журналист Гарри Шарп-Янг однажды назвал группу «одной из немногих метал-групп, чье послание так же сложно, как и их музыка». В августе 2009 года Cattle Decapitation расстались с давним басистом Троем Офтедалом из-за «музыкальных и личных разногласий». Альбом Monolith of Inhumanity был выпущен в 2012 году и получил положительные отзывы после выхода.

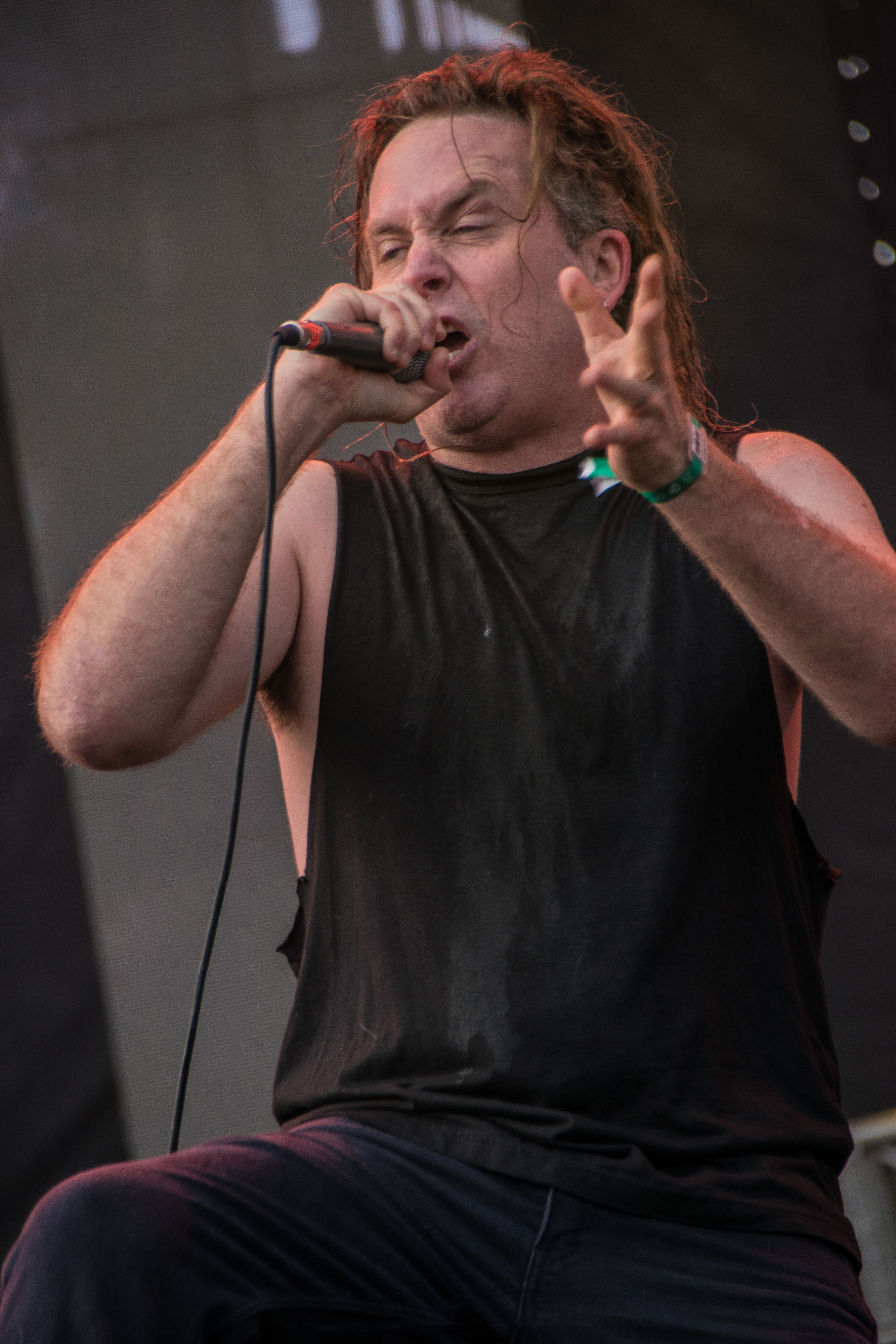
Вокалист Трэвис Райан в 2018 году

Cattle Decapitation гастролировали с такими экстремальными метал-группами, как Suffocation, Cryptopsy, The Black Dahlia Murder, Deicide, Behemoth, Hate Eternal, Krisiun и Job for a Cowboy. Группа также участвовала в Scion A/V Showcase от Metal Blade Records в конце 2012 года.
Большую часть 2014 года группа потратила на запись нового альбома. Было объявлено, что запись альбома будет завершена 14 февраля 2015 года. 20 мая 2015 года Cattle Decapitation объявили, что новый альбом называется The Anthropocene Extinction. Наряду с этим объявлением группа выпустила первую песню пластинки под названием «Manufactured Extinct». Альбом был выпущен на лейбле Metal Blade Records 7 августа 2015 г.
30 апреля 2018 года полиция выгнала двух подростков-коренных американцев из тура по университету штата Колорадо за то, что они были «слишком тихие» и носили «темную одежду». Когда группа узнала, что один из братьев был одет в футболку Cattle Decapitation, они предложили братьям «бесплатные места в списке гостей на всю жизнь».
В августе 2018 года группа объявила о присоединении басиста Cryptopsy Оливье Пинара, а также о принятии в состав концертного ритм-гитариста Белисарио Димуцио на постоянное место, таким образом группа впервые стала состоять из пяти человек. Запись седьмого студийного альбома Death Atlas началась в мае 2019 года и он был выпущен в ноябре 2019 года.

## Тематика песен
Тексты песен в значительной степени связаны с воздействием человека на окружающую среду, этикой употребления мяса и правами животных. Трэвис Райан комментирует: «Мы с Джошем являемся теми, кого бы вы назвали „вегетарианцами“. Мы пытались и старались говорить об этом как можно более откровенно, но все мировые СМИ думают, что мы жёсткие веганы, что, в свою очередь, дошло до фанатов, но мы не веганы. Я был веганом некоторое время, но я стараюсь быть как можно более корректным, бывают моменты в туре, когда я просто не знаю, есть ли в том, что мне дали, яйца или молочные продукты, да и дорога довольно недружелюбна к нам. Нам не предоставлена роскошь пойти в Whole Foods в 3 часа ночи после шоу. В этот момент вы можете пойти в этот чертов Taco Bell или ещё что-то отвратительное. Вы едете по дороге, сжигая ископаемое топливо, а ваш автомобиль покрыт трупами насекомых, а иногда и птиц и других животных. Итак, как далеко можно зайти? Вот почему я не могу претендовать на веганство. Я живу своей жизнью, проявляя столько сострадания, сколько могу к другим, к окружающей среде и животным. Дома это намного проще»

## Состав
| Текущий состав - Трэвис Райан — вокал (1997 — настоящее время) - Джош Элмор — гитары (2001 — настоящее время) - Дэйв МакГроу — ударные (2007 — настоящее время) - Белисарио Димуцио — гитары (2018 — настоящее время; концертный музыкант 2015—2018) - Оливье Пинар — бас-гитара (2018 — настоящее время) | Бывшие участники - Дэйв Астор — бас-гитара (1996), ударные (1997—2003) - Гейб Сербиан — барабаны (1996), гитары (1997—2001) - Скотт Миллер — вокал, гитары (1996) - Трой Офтедаль — бас-гитара (1998—2009) - Майкл Лафлин — ударные (2003—2006, 2007) - Дерек Энгеманн — бас-гитара (2010—2017) |

## Дискография

### Студийные альбомы
- To Serve Man (2002)
- Humanure (2004)
- Karma.Bloody.Karma (2006)
- The Harvest Floor (2009)
- Monolith of Inhumanity (2012)
- The Anthropocene Extinction (2015)
- Death Atlas (2019)
- Terrasite (2023)

### Остальные релизы
- Ten Torments of the Damned (1996) — демо
- Human Jerky (1999) — мини-альбом
- Homovore (2000) — мини-альбом
- ¡Decapitacion! (2000) — мини-альбом
- Cattle Decapitation / Caninus (2005) — сплит
- Medium Rarities (2018) — компиляция

### Музыкальные видео
| Год  | Песня                             | Альбом                      | Режиссёр       |
| ---- | --------------------------------- | --------------------------- | -------------- |
| 2002 | «To Serve Man»                    | To Serve Man                | Русс Херпич    |
| 2004 | «Reduced to Paste»                | Humanure                    | н/д            |
| 2009 | «Regret and the Grave»            | The Harvest Floor           | Гэри Смитсон   |
| 2009 | «A Body Farm»                     | The Harvest Floor           | н/д            |
| 2012 | «Kingdom of Tyrants»              | Monolith of Inhumanity      | Митч Мэсси     |
| 2012 | «Forced Gender Reassignment»      | Monolith of Inhumanity      | Митч Мэсси     |
| 2013 | «Your Disposal»                   | Monolith of Inhumanity      | Митч Мэсси     |
| 2016 | «Clandestine Ways (Krokodil Rot)» | The Anthropocene Extinction | Митч Мэсси     |
| 2017 | «The Prophets of Loss»            | The Anthropocene Extinction | Пол Макгуайр   |
| 2020 | «Bring Back the Plague»           | Death Atlas                 | н/д            |
| 2021 | «Finish Them»                     | Death Atlas                 | Николас Видлер |